# Reserva índia Upper Sioux
La reserva índia Upper Sioux (o Pezihutazizi en dakota) és la reserva de la Comunitat Upper Sioux (Pežuhutazizi Kapi Oyáte), una tribu reconeguda federalment dels sioux.
La reserva índia Upper Sioux està situada a Minnesota Falls Township al llarg del riu Minnesota a l'est del comtat de Yellow Medicine (Minnesota), 8 kilòmetres al sud de Granite Falls. Fou creada en 1938 quan retornaren a la tribu 746 acres (3 km²). La major part de la terra al voltant de la vall del riu havia estat arrabassada a la Nació Dakota després de la Guerra Dakota de 1862. Segons el cens dels Estats Units del 2000, la reservat registrava una població resident de 57 persones (410 segons el registre tribal). La superfície actual és de 5,139 km² o 1,270 acres).
La tribu opera el Prairie's Edge Casino Resort. Cada agost, la Comunitat Upper Sioux celebra el Pejhutazizi Oyate tradicional wacipi (pow-wow).

## Història

### Intents de terminació
Com a part de la política de terminació índia adoptada pel govern dels Estats Units des de la dècada de 1940 fins a la dècada de 1960, quatre grups d'amerindis a Minnesota en foren objectiu. Un memoràndum del 19 de gener de 1955 per a la BIA emès pel Departament de l'Interior indicava que s'estaven revisant terminacions addicionals en la legislació proposada per quatre comunitats ameríndies del sud de Minnesota, inclosa la Comunitat Lower Sioux en els comtats de Redwood i Scott, la nova Comunitat Upper Sioux al comtat de Yellow Medicine, la Comunitat índia Prairie Island al comtat de Goodhue i uns 15 individus que vivien en zones restringides al comtat de Yellow Medicine.
Les discussions entre la BIA i els indis de la zona en qüestió començaren en 1953 i va continuar al llarg de 1954. Tot i que les comunitats Lower Sioux i Prairie Island van redactar acords amb la propietat individual de la terra, els Upper Sioux s'oposaren al simple títol de terres tribals. El 26 de gener 1955 el senador Edward Thye va introduir al Congrés una llei (S704) per proveir la terminació de les tribus. L'oposició, no sols dels indis, sinó d'altres ciutadans que es van adonar que podrien augmentar les seves despeses de l'Estat, van obligar a la comissió a revisar el projecte de llei. La Comissió de Drets Humans del Governador també es va oposar a la legislació, indicant que seria "no protegir adequadament els interessos dels indis ..." El projecte de llei va morir a la comissió, sense arribar mai a la sala del Senat.

## Notables membres de la comunitats
- Waziyatawin (Angela Wilson), escriptora, professora i activista dakota de Pezihutazizi Otunwe (Yellow Medicine Village)